# 태풍 미탁 (2007년)
태풍 미탁 (MITAG) 은 2007년 제23호 태풍이다. 2등급 태풍(SSHS)이다. 미탁은 미크로네시아 연방에서 제출한 이름으로 ‘나의 두 눈’을 뜻하는 야프어 여성 이름이다.

## 개요
제23호 태풍 미탁은 2007년 11월 20일 오후 9시 괌 섬 서쪽 약 900km 부근 해상에서 발생했다. 발생 이후 필리핀 루손섬을 향하여 서쪽으로 이동하면서 발달하기 시작했다. 줄곧 서진하던 이 태풍은 11월 23일부터 필리핀 마닐라 동쪽 해상에서 정체하기 시작했다. 이후에는 느리게 서북서진하며 세력이 약해지다가, 11월 25일 밤에 필리핀 루손섬 북동쪽 해안에 상륙했다. 그리고 루손섬을 빠져나와, 대만 남쪽 해상에서 동쪽으로 전향하면서 세력이 크게 약해졌고, 11월 28일 새벽에 소멸되었다. "미탁"은 미크로네시아에서 제출한 이름으로 여성의 이름의 하나이다. 이 태풍이 동쪽의 차가운 대륙 고기압의 영향을 받아서 정체하다가 필리핀 동쪽 해상에 위치해 있던 제24호 태풍 히가비스과의 거리가 1,000km 이내로 가까워졌고, 위치 상 가까운 거리에 있는 두 열대 저기압이 서로의 진로에 영향을 주는 후지와라 효과가 발생했기 때문이다. 이로 인해 "하기비스"는 동쪽으로, "미탁"은 서쪽으로 이동하는 진로가 나타났다. "

## 같이 보기
- 2007년 태풍